# Amélie Zéphyrine de Salm-Kyrbourg
Titre
Princesse Consort de Hohenzollern
20 décembre 1785 – 17 octobre 1831
(45 ans, 9 mois et 27 jours)
Amélie Zéphyrine princesse de Salm-Kyrbourg (en allemand Amalie Zephyrine prinzessin von Salm-Kyrburg), née le 6 mars 1760 à Paris, morte le 17 octobre 1841 à Sigmaringen, est princesse consort de Hohenzollern-Sigmaringen par son mariage.

## Famille
Elle est la cinquième fille (et la huitième des dix enfants) du prince Philippe de Salm-Kyrbourg (1709-1779) et de Marie-Thérèse comtesse de Hornes et Overisque (1725-1783).

### Mariage et descendance
Le 13 août 1782 elle épouse à Kirn, le prince Aloys Antoine de Hohenzollern-Sigmaringen (1762-1831).
Deux enfants sont nés de cette union :
- Un fils mort et né à Paris le 3 septembre 1783[4] ;
- Charles de Hohenzollern-Sigmaringen (1785-1853), prince de Hohenzollern-Sigmaringen.

Par ce fils, elle est l'arrière-grand-mère de Marie de Hohenzollern-Sigmaringen, épouse du prince Philippe de Belgique (1837-1905), comte de Flandre, belle-sœur du roi Léopold II des Belges, et mère du roi Albert Ier des Belges. Amélie Zéphyrine de Salm-Kyrbourg est donc ancêtre de toute la famille royale belge actuelle.

## Biographie
Amélie de Salm-Kyrbourg appartient à la Maison princière allemande de Salm-Kyrburg ;  elle grandit à Paris. À la demande de ses parents, elle épouse en 1782, le prince héritier Antoine Aloys de Hohenzollern-Sigmaringen dont la sœur, Jeanne Françoise de Hohenzollern-Sigmaringen, a épousé Frédéric IV de Salm-Kyrbourg, le frère aîné d'Amélie. Très vite cependant, la vie dans la petite ville souabe sur le Danube paraît à la princesse « insupportable et contraignante ».
Dix semaines après la naissance de son fils, Charles de Hohenzollern-Sigmaringen (1785), elle revient seule à Paris. Lors de son départ de la capitale française, elle y laisse son frère le prince Frédéric de Salm-Kyrbourg. Celui-ci fait construire à Paris entre 1782 et 1787 l'Hôtel de Salm par l'architecte Pierre Rousseau. Le domicile parisien de la famille princière allemande devient bientôt un point de rencontre de la haute société de la Révolution française. Mais lors de la Grande Terreur (mai 1794 au 28 juillet 1794), son amant Alexandre de Beauharnais et son frère Frédéric de Salm-Kyrbourg sont guillotinés le 5 thermidor an II (23 juillet 1794) sur la Place du Trône.
En 1796, Amélie Zéphyrine de Salm-Kyrbourg se lie à des personnalités influentes de la Révolution, telles que Charles de Talleyrand-Périgord, Napoléon Bonaparte et Joséphine de Beauharnais, veuve d'Alexandre de Beauharnais.
Amélie Zéphyrine de Salm-Kyrbourg survit à la Révolution française. En 1797, en secret, la princesse charge un certain monsieur Brun d'acquérir en son nom la parcelle correspondant à l'emplacement des fosses communes où reposent son frère et son amant. Ce terrain est situé au fond du cimetière Picpus. En 1806, avec l'accord de la princesse les fosses communes et le reste du jardin sont réunis par un portail. En 1926, la société gérant le cimetière Picpus achète à la famille de Salm-Kyrbourg l'emplacement des fosses communes.
Au cours des années 1800-1806 elle fait profiter à son fils Charles de Hohenzollern-Sigmaringen de ses relations, celui-ci plaide auprès de Napoléon Ier le maintien de la souveraineté de sa principauté de Sigmaringen.
Après avoir vécu pendant vingt années à Paris, Amélie de Salm-Kyrburg est de retour dans la principauté de Hohenzollern-Sigmaringen. Elle vit tout d'abord dans une partie de l'ancien couvent d'Inzigkofen, puis jusqu'à sa mort elle réside au Prinzenbau à Sigmaringen.